# Partiägda företag
Partiägda företag (party-owned enterprises, POE):1-2 är företag som ägs av politiska partier.
Det förekommer ren affärsverksamhet, som försäljning av partilitteratur eller föremål med budskap eller partisymboler. Det förekommer även att affärsverksamheten används för att kringgå regleringar kring partibidrag.
1981 gav statsvetaren Khayyam Zev Paltiel flera exempel på partiägda företag i Israel, Italien, Frankrike, Tyskland, Österrike, och de Skandinaviska länderna.
2020 var det ovanligt i västerländska demokratier att ett politiskt parti äger företag.:1